# Traditionelle Führer der Tswana
Die Traditionellen Führer der Tswana waren Führer des Homeland Tswanaland (heutiges Namibia) und sind seit der Unabhängigkeit Namibias die Vertreter der kleinen ethnischen Minderheit der Tswana.

## Rechtliche Grundlage
Gemäß der Verfassung Namibias von 1990 werden den traditionellen Führern, Stammes- und Sippenhäuptern, als auch traditionell ermittelten oder demokratisch gewählten Führern, ein fester Platz im politischen System Namibias eingeräumt. Damit wird der multikulturellen und vielschichtigen Gesellschaft des Landes Rechnung getragen.
Die Verfassung sieht für die traditionellen Führer den Titel Chief (zu deutsch Chef) und Senior Headman (Ältester Führer) vor. Der traditionelle Titel kann als Zusatz getragen werden.

## Batswana ba Namibia
Die Batswana ba Namibia bezeichneten die Tsawana in Namibia. Ihr Sitz ist Aminuis, der traditionelle Titel lautet Kgosi-kgolo.
- Constance Kgosiemang, * 5. August 1946 † 16. August 2012; 26. April 1979–1989 (Paramount Chief), 1989–2012 (Chief)
- Andrew Kgosiemang, * 1982; seit 2013[1]

## Bakgalagadi
Die Bakgalagadi, Menschen der Kalahari, auch Bakgalagadi ba Namibia, sind ein Clan der Tsawana. Ihr Sitz ist Corridor 13, der traditionelle Titel lautet Kgoshi.
- Hubert Tidimalo Ditshabue, 1953/54–2021; 1992–2021
- vakant seit dem 6. Juli 2021